# Żałoba narodowa w państwach obu Ameryk
Żałoba narodowa w państwach obu Ameryk – lista przyczyn, dat wprowadzenia i czasu trwania żałoby narodowej w poszczególnych państwach kontynentów północno i połudiowoamerykańskiego.

## Żałoba narodowa w poszczególnych państwach

### Argentyna
- 27 lipca 1952 – 30 dni żałoby po śmierci pierwszej damy Argentyny Evy Perón (zm. 26 lipca 1952)[1][2].
- 23 listopada 1963 – 8 dni żałoby po zabójstwie prezydenta USA Johna F. Kennediego (zm. 22 listopada 1963)[3].
- 2 lipca 1974 – 3 dni żałoby po śmierci prezydenta Argentyny Juana Peróna (zm. 1 lipca 1974).
- 15 listopada 1982 – żałoba w dniu pogrzebu sekretarza generalnego KPZR Leonida Breżniewa (zm. 10 listopada 1982)[4].
- 2 marca 1986 – dzień żałoby po zabójstwie premiera Szwecji Olofa Palme (zm. 28 lutego 1986)[5].
- 12 września 2001 – 3 dni żałoby dla upamiętnienia ofiar zamachu na WTC i Pentagon (2973 zabitych)[6].
- 31 grudnia 2004 – 3 dni żałoby dla upamiętnienia 194 ofiar pożaru klubu nocnego w Buenos Aires[7].
- 4 kwietnia 2005 – 3 dni żałoby po śmierci papieża Jana Pawła II (zm. 2 kwietnia 2005)[8].
- 1 kwietnia 2009 – 3 dni żałoby po śmierci byłego prezydenta Argentyny Raúla Alfonsína (zm. 31 marca 2009)[9][10].
- 27 października 2010 – 3 dni żałoby po śmierci byłego prezydenta Argentyny Néstora Kirchnera (zm. 27 października 2010)[11].
- 23 lutego 2012 – 2 dni żałoby dla upamiętnienia 51 ofiar katastrofy kolejowej w Buenos Aires[12][13].
- 6 marca 2013 – 3 dni żałoby po śmierci prezydenta Wenezueli Hugo Cháveza (zm. 5 marca 2013)[14].
- 17 listopada 2018 – 3 dni żałoby po odnalezieniu wraku okrętu podwodnego ARA „San Juan” (44 ofiary)[15].
- 9 lipca 2019 – 3 dni żałoby po śmierci byłego prezydenta Argentyny Fernanda de la Rúy (zm. 9 lipca 2019)[16][17].
- 25 listopada 2020 – 3 dni żałoby po śmierci byłego piłkarza Diego Maradony (zm. 25 listopada 2020)[18].
- 15 lutego 2021 – 3 dni żałoby po śmierci byłego prezydenta Argentyny Carlosa Saúla Menema (zm. 14 lutego 2021)[19][20]
- 21 kwietnia 2025 – 7 dni żałoby po śmierci papieża Franciszka (zm. 21 kwietnia 2025)[21]

### Bahamy
- 6 grudnia 2013 – dzień żałoby po śmierci byłego prezydenta RPA Nelsona Mandeli (zm. 5 grudnia 2013)[22].
- 18 września 2019 – dzień żałoby po przejściu Huraganu Dorian (84 ofiar)[23][24]

### Barbados
- 9 grudnia 2013 – 7 dni żałoby po śmierci byłego prezydenta RPA Nelsona Mandeli (zm. 5 grudnia 2013)[25].
- 28 lipca 2020 – 3 dni żałoby po śmierci byłego Premiera Barbadosu Owena Arthura (zm. 27 lipca 2020)[26]

### Belize
- 6 kwietnia 2005 – 3 dni żałoby po śmierci papieża Jana Pawła II (zm. 2 kwietnia 2005)[27].
- 19 września 2011 – 8 dni żałoby po śmierci pierwszego premiera Belize George'a Cadle Prica (zm. 19 września 2011)[28].
- 6 i 15 grudnia 2013 – 2 dni żałoby po śmierci byłego prezydenta RPA Nelsona Mandeli (zm. 5 grudnia 2013)[29].
- 18 stycznia 2021 – 3 dni żałoby po śmierci byłej pierwszej gubernator generalnej Belize Elmiry Gordon (zm. 1 stycznia 2021)[30].
- 9 września 2022 – 10 dni żałoby po śmierci brytyjskiej królowej Elżbiety II (zm. 8 września 2022)[31].
- 24 kwietnia 2025 – 3 dni żałoby po śmierci papieża Franciszka (zm. 21 kwietnia 2025)[32][33].

### Boliwia
- 2 lipca 1974 – 3 dni żałoby po śmierci prezydenta Argentyny Juana Peróna (zm. 1 lipca 1974)[34].
- 7 sierpnia 1978 – 5 dni żałoby po śmierci papieża Pawła VI (zm. 6 sierpnia 1978)[35].
- 29 września 1978 – 6 dni żałoby po śmierci papieża Jana Pawła I (zm. 28 września 1978)[36].
- 3 kwietnia 2005 – 3 dni żałoby po śmierci papieża Jana Pawła II (zm. 2 kwietnia 2005)[37].
- 27 października 2010 – 3 dni żałoby po śmierci byłego prezydenta Argentyny Néstora Kirchnera (zm. 27 października 2010)[38]
- 6 marca 2013 – 7 dni żałoby po śmierci prezydenta Wenezueli Hugo Cháveza (zm. 5 marca 2013)[39].
- 27 listopada 2016 – 7 dni żałoby po śmierci byłego przywódcy Kuby Fidela Castro (zm. 25 listopada 2016)[40].

### Brazylia
- 25 sierpnia 1954 – 8 dni żałoby po śmierci prezydenta Brazylii Getúlio Vargasa (zm. 24 sierpnia 1954)[41].
- 10 października 1958 – 5 dni żałoby po śmierci papieża Piusa XII (zm. 9 października 1958)[42].
- 4 czerwca 1963 – 5 dni żałoby po śmierci papieża Jana XXIII (zm. 3 czerwca 1963)[43].
- 22 listopada 1963 – 3 dni żałoby po zabójstwie prezydenta Johna F. Kennedy’ego (zm. 22 listopada 1963)[44]
- 26 stycznia 1965 – 3 dni żałoby po śmierci byłego premiera Wielkiej Brytanii Winstona Churchilla (zm. 24 stycznia 1965)[45].
- 29 września 1970 – 3 dni żałoby po śmierci prezydenta Egiptu Gamala Abdela Nasera (zm. 28 września 1970)[46].
- 2 lipca 1974 – 3 dni żałoby po śmierci prezydenta Argentyny Juana Peróna (zm. 1 lipca 1974)[47].
- 26 marca 1975 – 3 dni żałoby po śmierci króla Arabii Saudyjskiej Fajsala ibna Abd al-Aziza Al Su’uda (zm. 25 marca 1975)[48].
- 7 sierpnia 1978 – 3 dni żałoby po śmierci papieża Pawła VI (zm. 6 sierpnia 1978)[49].
- 28 grudnia 1978 – 3 dni żałoby po śmierci prezydenta Algierii Huaria Bumediena (zm. 27 grudnia 1978)[50]
- 11 września 1979 – 3 dni żałoby po śmierci pierwszego prezydenta Angoli Agostinho Neto (zm. 10 września 1979)[51].
- 5 maja 1980 – 3 dni żałoby po śmierci przywódcy Jugosławii Josipa Broza Tito (zm. 4 maja 1980)[52].
- 7 października 1981 – 3 dni żałoby po zabójstwie prezydenta Egiptu Anwara as-Sadata (zm. 6 października 1981)[53].
- 11 listopada 1982 – 3 dni żałoby po śmierci sekretarza generalnego KPZR Leonida Breżniewa (zm. 10 listopada 1982)[54].
- 10 lutego 1984 – 3 dni żałoby po śmierci sekretarza generalnego KPZR Jurija Andropowa (zm. 9 lutego 1984)[55].
- 1 listopada 1984 – 3 dni żałoby po zabójstwie premier Indii Indiry Gandhi (zm. 31 października 1984)[56].
- 11 marca 1985 – 3 dni żałoby po śmierci sekretarza generalnego KPZR Konstantina Czernienki (zm. 10 marca 1985)[57].
- 23 kwietnia 1985 – 8 dni żałoby po śmierci prezydenta elekta Brazylii Tancredoa Nevesa (zm. 21 kwietnia 1985)[58].
- 21 października 1986 – 3 dni żałoby po katastrofie mozambickiego Tu-134 w Południowej Afryce, w której zginęły 34 osoby w tym prezydent Mozambiku Samora Machel (zm. 19 października 1986)[59].
- 18 sierpnia 1988 – 3 dni żałoby po śmierci prezydenta Pakistanu Muhammada Zia ul-Haqa (zm. 17 sierpnia 1988)[60].
- 2 maja 1994 – 3 dni żałoby po śmierci kierowcy F1 Ayrtona Senny (zm. 1 maja 1994)[61].
- 6 listopada 1995 - 3 dni żałoby po zabójstwie premiera Izraela  Icchaka Rabina (zm. 4 listopada 1995)[62]
- 12 września 1996 - 8 dni żałoby po śmierci byłego prezydenta prezydenta Brazylii Ernesto Geisela[63]
- 25 grudnia 1999 – 3 dni żałoby po śmierci byłego prezydenta Brazylii João Baptisty de Oliveira Figueiredoa (zm. 24 grudnia 1999)[64].
- 12 września 2001 – 3 dni żałoby dla upamiętnienia ofiar zamachu na WTC i Pentagon (2973 zabitych)[65].
- 2 kwietnia 2005 – 7 dni żałoby po śmierci papieża Jana Pawła II (zm. 2 kwietnia 2005)[66].
- 30 września 2006 – 3 dni żałoby dla upamiętnienia 154 ofiar katastrofy lotu Gol Transportes Aéreos 1907[67].
- 18 lipca 2007 – 3 dni żałoby dla upamiętnienia 200 ofiar katastrofy lotu TAM Linhas Aéreas 3054[68][69].
- 2 czerwca 2009 – 3 dni żałoby dla upamiętnienia 228 ofiar katastrofy lotu Air France 447[70].
- 11 kwietnia 2010 – 3 dni żałoby dla upamiętnienia 96 osób, które zginęły w katastrofie lotniczej w Smoleńsku[71][72].
- 27 października 2010 – 3 dni żałoby po śmierci byłego prezydenta Argentyny Néstora Kirchnera (zm. 27 października 2010)[38]
- 15 stycznia 2011 – 3 dni żałoby dla upamiętnienia ponad 702 ofiar powodzi i lawin błotnych w stanie Rio de Janeiro[73]
- 3 lipca 2011 – 7 dni żałoby po śmierci byłego prezydenta Brazylii Itamara Franco (zm. 2 lipca 2011)[74].
- 6 grudnia 2012 - 7 dni żałoby po śmierci architekta Oscara Niemeyera (zm. 5 grudnia 2012)[75].
- 28 stycznia 2013 – 3 dni żałoby dla upamiętnienia 232 ofiar pożaru w nocnym klubie w mieście Santa Maria[76].
- 6 marca 2013 – 3 dni żałoby po śmierci prezydenta Wenezueli Hugo Cháveza (zm. 5 marca 2013)[77].
- 6 grudnia 2013 – 7 dni żałoby po śmierci byłego prezydenta RPA Nelsona Mandeli (zm. 5 grudnia 2013)[78].
- 15 sierpnia 2014 – 3 dni żałoby po wypadku lotniczym, w którym zginął kandydat na prezydenta Brazylii Eduardo Campos (zm. 13 sierpnia 2014)[79].
- 9 marca 2016 – 3 dni żałoby po śmierci muzyka Naná Vasconcelos (zm. 9 marca 2016)[80].
- 29 listopada 2016 – 3 dni żałoby dla upamiętnienia 76 ofiar katastrofy lotniczej w Medellín[81].
- 14 grudnia 2016 – 3 dni żałoby po śmierci kardynała Paulo Evaristo Arnsa[82].
- 4 lutego 2017 – 3 dni żałoby po śmierci byłej pierwszej damy Marisy Letícia Lula da Silva (zm. 3 lutego 2017)[83].
- 10 lipca 2019 – 3 dni żałoby po śmierci po śmierci gitarzysty, piosenkarza i kompozytora João Gilberta (zm. 6 lipca 2019)[84]
- 10–12 maja i 9 sierpnia 2020 – 7 dni żałoby dla upamiętnienia ofiar epidemii wirusa SARS-CoV-2[85][86]
- 13 czerwca 2021 – 3 dni żałoby po śmierci byłego wiceprezydenta Marco Maciela (zm. 12 czerwca 2021)[87][88]
- 14 maja 2022 – 3 dni żałoby po śmierci prezydenta Zjednoczonych Emiratów Arabskich Chalifa ibn Zajid Al Nahajjana (zm, 13 maja 2022)[89][90]
- 8 lipca 2022 – 3 dni żałoby po śmierci byłego premiera Japonii Shinzō Abe (zm. 8 lipca 2022)[91][92]
- 8 września 2022 – 3 dni żałoby po śmierci brytyjskiej królowej Elżbiety II[93].
- 29 grudnia 2022 – 3 dni żałoby po śmierci byłego piłkarza Pelé (zm. 29 grudnia 2022)[94]
- 1 stycznia 2023 – 2 dni żałoby po śmierci papieża Benedykta XVI (zm. 31 grudnia 2022)[95]
- 6 stycznia 2024 – 3 dni żałoby po śmierci piłkarza i trenera Mario Zagallo (zm. 5 stycznia 2024)[96]
- 21 kwietnia 2025 – 7 dni żałoby po śmierci papieża Franciszka (zm. 21 kwietnia 2025)[97]
- 15 maja 2025 – 3 dni żałoby po śmierci byłego prezydenta Urugwaju José Mujici (zm. 13 maja 2025)[98]

### Chile
- 19 sierpnia 1988 – dzień żałoby po śmierci prezydenta Pakistanu Muhammada Zia ul-Haqa (zm. 17 sierpnia 1988)[99].
- 4 kwietnia 2005 – 3 dni żałoby po śmierci papieża Jana Pawła II (zm. 2 kwietnia 2005)[100].
- 7 marca 2010 – 3 dni żałoby dla upamiętnienia ofiar trzęsienia ziemi w Chile (ok. 486 zabitych)[101].
- 27 października 2010 – 3 dni żałoby po śmierci byłego prezydenta Argentyny Néstora Kirchnera (zm. 27 października 2010)[38]
- 7 marca 2013 – 3 dni żałoby po śmierci prezydenta Wenezueli Hugo Cháveza (zm. 5 marca 2013)[102]
- 20 kwietnia 2016 – 3 dni żałoby po śmierci byłego prezydenta Chile Patricio Aylwina (zm. 19 stycznia 2016).
- 14 grudnia 2019 – 2 dni żałoby po katastrofie wojskowego samolotu Air-Force C-130 (38 ofiar)[103]
- 7 maja 2021 – dzień żałoby po śmierci naukowca dr. Humberto Maturana (zm. 6 maja 2021)[104]
- 6 lutego 2024 – 3 dni żałoby po tragicznej śmierci byłego prezydenta Chile Sebastiána Piñery (zm. 6 lutego 2024)[105]
- 22 kwietnia 2025 – 3 dni żałoby po śmierci papieża Franciszka (zm. 21 kwietnia 2025)[106]

### Dominika
- 6 marca 2013 – dzień żałoby po śmierci prezydenta Wenezueli Hugo Cháveza (zm. 5 marca 2013)[107]
- 10 grudnia 2013 – dzień żałoby po śmierci prezydenta RPA Nelsona Mandeli (zm. 5 grudnia 2013)[108]
- 28 sierpnia 2015 – żałoba w dniu pogrzebu byłego Ministra Zdrowia i Usług Socjalnych Allana Arnolda Guye (zm. 9 sierpnia 2016)[109]
- 8 lipca 2016 – 2 dni żałoby po śmierci Premiera Trynidadu i Tobago Patricka Manninga (zm. 2 lipca 2016)[110]
- 12 września 2022 – 2 dni żałoby po śmierci brytyjskiej królowej Elżbiety II (zm. 8 września 2022)[111].

### Dominikana
- 23 listopada 1963 – 3 dni żałoby po zabójstwie prezydenta USA Johna F. Kennediego (zm. 22 listopada 1963)[112].
- 29 września 1978 – 2 dni żałoby po śmierci papieża Jana Pawła I (zm. 28 września 1978)[113].
- 13 września 2001 – 3 dni żałoby dla upamiętnienia ofiar zamachu na WTC i Pentagon (2973 zabitych)[114].
- 2 listopada 2001 – 3 dni żałoby po śmierci byłego prezydenta Dominikany Juana Boscha (zm. 1 listopada 2001)[115][116].
- 15 lipca 2002 – 3 dni żałoby po śmierci byłego prezydenta Dominikany Joaquína Balaguera (zm. 14 lipca 2002)[117].
- 6 kwietnia 2005 – 3 dni żałoby po śmierci papieża Jana Pawła II (zm. 2 kwietnia 2005)[118].
- 15 stycznia 2010 – 2 dni żałoby dla upamiętnienia ofiar trzęsienia ziemi na Haiti (około 200 tys. zabitych)[119]
- 27 grudnia 2010 – 3 dni żałoby po śmierci byłego prezydenta Dominikany Salvadora Jorge Blanco (zm. 26 grudnia 2010)[120].
- 10 grudnia 2013 – dzień żałoby po śmierci byłego prezydenta RPA Nelsona Mandeli (zm. 5 grudnia 2013)[121].
- 2 czerwca 2016 – 3 dni żałoby po śmierci byłego prezydenta Dominikany Antonia Imberta Barrery (zm. 31 maja 2016)[122].
- 17 lutego 2021 – żałoba w dniu pogrzebu muzyka i producenta Johnny’ego Pacheco (zm. 15 lutego 2021)[123][124]
- 22 kwietnia 2025 – 3 dni żałoby po śmierci papieża Franciszka (zm. 21 kwietnia 2025)[125]

### Ekwador
- 23 listopada 1963 – 8 dni żałoby po zabójstwie prezydenta USA Johna F. Kennediego (zm. 22 listopada 1963)[3].
- 25 maja 1981 – 8 dni żałoby po katastrofie lotniczej, w której zginął prezydent Ekwadoru Jaime Roldós Aguilera (zm. 24 maja 1981)[126].
- 4 kwietnia 2005 – 3 dni żałoby po śmierci papieża Jana Pawła II (zm. 2 kwietnia 2005)[127].
- 17 grudnia 2008 – 3 dni żałoby po śmierci byłego prezydenta Ekwadoru Leóna Febresa Cordero Ribadeneyra (zm. 15 grudnia 2008)[128].
- 6 marca 2013 – 3 dni żałoby po śmierci prezydenta Wenezueli Hugo Cháveza (zm. 5 marca 2013)[129].
- 24 kwietnia 2016 – 8 dni żałoby po trzęsieniu ziemi na cały kraj (673 ofiary, 27 732 ranni)[130]
- 16 listopada 2016 – 3 dni żałoby po śmierci byłego prezydenta Ekwadoru Sixtona Durána Balléna (zm. 15 listopada 2016)[131].
- 16 kwietnia 2020 – 15 dni żałoby dla upamiętnienia ofiar epidemii wirusa SARS-CoV-2[132]
- 22 kwietnia 2025 – 3 dni żałoby po śmierci papieża Franciszka (zm. 21 kwietnia 2025)[133].

### Grenada
- 19 stycznia 2010 – dzień żałoby dla upamiętnienia ofiar trzęsienia ziemi na Haiti. (około 200 tys. zabitych)[134]

### Gwatemala
- 4 czerwca 1963 – 3 dni żałoby po śmierci papieża Jana XXIII (zm. 3 czerwca 1963)[135].
- 23 listopada 1963 – 3 dni żałoby po zabójstwie prezydenta Johna F. Kennedy’ego (zm. 22 listopada 1963)[136].
- 14 kwietnia 1975 – 3 dni żałoby po śmierci prezydenta Republiki Chińskiej Czanga Kaj-szeka (zm. 5 kwietnia 1975)[137].
- 7 sierpnia 1978 – 3 dni żałoby po śmierci papieża Pawła VI (zm. 6 sierpnia 1978)[138].
- 4 kwietnia 2005 – 3 dni żałoby po śmierci papieża Jana Pawła II (zm. 2 kwietnia 2005)[139].
- 24 stycznia 2023 – 3 dni żałoby po śmierci byłego prezydenta Gwatemali Álvaro Coloma (zm. 23 stycznia 2023)[140].
- 11 lutego 2025 – 3 dni żałoby dla upamiętnienia ofiar wypadku autobusu w stolicy Gwatemala (55 ofiar śmiertelnych)[141].
- 22 kwietnia 2025 – 3 dni żałoby po śmierci papieża Franciszka (zm. 21 kwietnia 2025)[142].

### Haiti
- 4 kwietnia 2005 – 3 dni żałoby po śmierci papieża Jana Pawła II (zm. 2 kwietnia 2005)[143].
- 18 stycznia 2010 – 30 dni żałoby dla upamiętnienia ofiar trzęsienia ziemi na Haiti. (około 200 tys. zabitych)[144].
- 6 marca 2013 – 3 dni żałoby po śmierci Prezydenta Wenezueli Hugo Cháveza (zm. 5 marca 2013)[145].
- 6 grudnia 2013 – dzień żałoby po śmierci byłego Prezydenta Republiki Południowej Afryki Nelsona Mandeli (zm. 5 grudnia 2013)[146].
- 18 lutego 2015 – 3 dni żałoby po panice podczas karnawału w Port-au-Prince (18 ofiar śmiertelnych i 78 rannych)[147]
- 9 października 2016 – 3 dni żałoby po przejściu Huraganu Matthew (603 ofiary, w tym 546 obywateli Haiti)[148]
- 6 marca 2017 – 6 dni żałoby po śmierci byłego Prezydenta Haiti Renégo Prévala (zm. 3 marca 2017)[149]
- 8 lipca 2021 – 15 dni żałoby po zabójstwie prezydenta Haiti Jovenela Moïse (zm. 7 lipca 2021)[150].

### Honduras
- 23 listopada 1963 – 3 dni żałoby po zabójstwie prezydenta Johna F. Kennedy’ego (zm. 22 listopada 1963)[3].
- 11 lipca 2013 – żałoba w dniu pogrzebu dziennikarza Anibala Barrow (zm. 24 czerwca 2013)[151][152]

### Jamajka
- 7 grudnia 2013 – 5 dni żałoby po śmierci byłego prezydenta RPA Nelsona Mandeli (zm. 5 grudnia 2013)[153].
- 19 czerwca 2019 – 4 dni żałoby po śmierci byłego Premiera Jamajki Edwarda Seagi (zm. 28 maja 2019)[154]
- 18 września 2022 – dzień żałoby po śmierci królowej Wielkiej Brytanii Elżbiety II (zm. 8 września 2022)[155][156].

### Kanada
- 15 lutego 1952 – żałoba w dniu pogrzebu króla Wielkiej Brytanii Jerzego VI Windsora (zm. 6 lutego 1952)[157].
- 14 września 2001 – dzień żałoby dla upamiętnienia ofiar zamachu na WTC i Pentagon (2973 zabitych)[158].
- 9 kwietnia 2002 – żałoba w dniu pogrzebu Królowej Elżbiety Bowes-Lyon – brytyjskiej Królowej Matki (zm. 30 marca 2002)[159]
- 8 stycznia 2005 – dzień żałoby dla upamiętnienia ofiar trzęsienia ziemi na Oceanie Indyjskim (około 230 tys. ofiar, w tym 15 obywateli Kanady)[160].
- 15 kwietnia 2010 – dzień żałoby dla upamiętnienia ofiar, które zginęły w katastrofie lotniczej w Smoleńsku (96 zabitych)[161][162].
- 11 marca 2021 – dzień żałoby dla upamiętnienia ofiar epidemii wirusa SARS-CoV-2[163]
- 17 kwietnia 2021 – żałoba w dniu pogrzebu księcia Edynburga Filipa (zm. 9 kwietnia 2021)[164].
- 19 września 2022 – żałoba w dniu pogrzebu królowej Wielkiej Brytanii Elżbiety II (zm. 8 września 2022)[165].

### Kolumbia
- 23 listopada 1963 – 3 dni żałoby po zabójstwie prezydenta Johna F. Kennedy’ego (zm. 22 listopada 1963)[3]
- 7 kwietnia 2005 – 2 dni żałoby po śmierci papieża Jana Pawła II (zm. 2 kwietnia 2005)[143].
- 27 października 2010 – 3 dni żałoby po śmierci byłego prezydenta Argentyny Néstora Kirchnera (zm. 27 października 2010)[38]
- 19 kwietnia 2014 – 3 dni żałoby po śmierci powieściopisarza i noblisty Gabriela Garcíi Márqueza (zm. 17 kwietnia 2014)
- 18 stycznia 2019 – 3 dni żałoby po zamachu terrorystycznym w Bogocie (23 ofiary, 68 rannych)[166][167][168]
- 27 stycznia 2021 – 3 dni żałoby po śmierci ministra obrony Kolumbii Carlosa Holmesa Trujillo (zm. 26 stycznia 2021)[169]

### Kostaryka
- 23 listopada 1963 – 5 dni żałoby po zabójstwie prezydenta USA Johna F. Kennediego (zm. 22 listopada 1963)[3].
- 5 kwietnia 2005 – 4 dni żałoby po śmierci Jana Pawła II (zm. 2 kwietnia 2005)[170].
- 21 lipca 2011 – 3 dni żałoby po śmierci studentów w Orotinie i w San Ramón[171]
- 17 lutego 2013 – 3 dni żałoby po śmierci byłego sędziego i Prezydenta Najwyższego Trybunału Sprawiedliwości (CSJ) Luisa Paulino Mory (zm. 17 lutego 2013)[172]
- 7 grudnia 2013 – 3 dni żałoby po śmierci byłego prezydenta RPA Nelsona Mandeli (zm. 5 grudnia 2013)[173].
- 20 października 2016 – 3 dni żałoby po tragicznym wypadku autokarowym w rejonie Cinchona (12 ofiar)[174]
- 28 listopada 2016 – 3 dni żałoby po przejściu Huraganu Otto (23 ofiary)[175]
- 6 października 2017 – 3 dni żałoby po przejściu Huraganu Nate (48 ofiar)[176]
- 31 grudnia 2022 – 4 dni żałoby po śmierci Benedykta XVI[177]
- 21 kwietnia 2025 – 4 dni żałoby po śmierci papieża Franciszka (zm. 21 kwietnia 2025)[178]

### Kuba
- 13 kwietnia 1945 – 3 dni żałoby po śmierci prezydenta USA Franklina Delano Roosevelta (zm. 12 kwietnia 1945)[179].
- 10 października 1958 – 3 dni żałoby po śmierci Piusa XII (zm. 9 października 1958)[180]
- 13 października 1963 – 3 dni żałoby po przejściu huraganu Flora (7193 ofiar)[181]
- 16 października 1967 – 3 dni żałoby po śmierci Che Guevara (zm. 9 października 1967)[182].
- 29 września 1970 – 3 dni żałoby po śmierci prezydenta Egiptu Gamala Abdela Nasera (zm. 28 września 1970).
- 2 lipca 1974 – 3 dni żałoby po śmierci prezydenta Argentyny Juana Peróna (zm. 1 lipca 1974)[183].
- 21 listopada 1975 – 3 dni żałoby po śmierci dyktatora Hiszpanii Francisca Franco (zm. 20 listopada 1975)[184][185].
- 12 listopada 1982 – 4 dni żałoby po śmierci sekretarza generalnego KPZR Leonida Breżniewa (zm. 10 listopada 1982)[186].
- 12 lutego 1984 – 4 dni żałoby po śmierci sekretarza generalnego KPZR Jurija Andropowa (zm. 9 lutego 1984)[187].
- 1 listopada 1984 – 4 dni żałoby po zabójstwie premier Indii Indiry Gandhi (zm. 31 października 1984)[188].
- 1 marca 1986 – 3 dni żałoby po zabójstwie premiera Szwecji Olofa Palme (zm. 28 lutego 1986)[189].
- 19 sierpnia 1988 – 3 dni żałoby po śmierci prezydenta Pakistanu Muhammada Zia ul-Haqa (zm. 17 sierpnia 1988)[190].
- 2 października 2000 – 3 dni żałoby po śmierci byłego Premiera Kanady Pierrego Trudeau (zm. 28 września 2000)[191]
- 13 listopada 2004 – 3 dni żałoby po śmierci prezydenta Autonomii Palestyny Jasira Arafata (zm. 11 listopada 2004)[192].
- 3 kwietnia 2005 – 3 dni żałoby po śmierci Jana Pawła II (zm. 2 kwietnia 2005)[193]
- 13 września 2009 – dzień żałoby po śmierci wiceprezydenta Kuby Juana Almeidy (zm. 11 września 2009)[194].
- 20 grudnia 2011 – 3 dni żałoby po śmierci przywódcy Korei Północnej Kim Dzong Ila (zm. 17 grudnia 2011)[195]
- 6 marca 2013 – 3 dni żałoby po śmierci prezydenta Wenezueli Hugo Cháveza (zm. 5 marca 2013)[196].
- 6 grudnia 2013 – 3 dni żałoby po śmierci byłego prezydenta Republiki Południowej Afryki Nelsona Mandeli (zm. 5 grudnia 2013)[197].
- 1 czerwca 2016 – 3 dni żałoby po śmierci prezydenta Sahary Zachodniej Muhammada Abd al-Aziza (zm. 31 maja 2016)[198].
- 5 września 2016 – dzień żałoby po śmierci prezydenta Uzbekistanu Isloma Karimova (zm. 2 września 2016)[199]
- 26 listopada 2016 – 9 dni żałoby po śmierci byłego przywódcy Kuby Fidela Castro (zm. 25 listopada 2016)[200].
- 19 maja 2018 – 2 dni żałoby po Katastrofie lotu Cubana de Aviación 972 (112 ofiar)[201]
- 28 września 2018 – dzień żałoby po śmierci Prezydenta Wietnamu Trầna Đại Quanga (zm. 21 września 2018)[202]
- 29 lipca 2019 – dzień żałoby po śmierci prezydenta Tunezji Al-Badżiego Ka’id as-Sibsiego (zm. 25 lipca 2019)[203]
- 13 czerwca 2020 – dzień żałoby po śmierci Prezydenta Burundi Pierrego Nkurunzizy (zm. 8 czerwca 2020)[204]
- 1 sierpnia 2020 – dzień żałoby po śmierci historyka Eusebio Leala (zm. 31 lipca 2020)[205]
- 1 października 2020 – dzień żałoby po śmierci Emira Kuwejtu Sabaha al-Ahmada al-Dżabira as-Sabaha (zm. 29 września 2020)[206]
- 20 marca 2021 – dzień żałoby po śmierci Prezydenta Tanzanii Johna Magufuli (zm. 17 marca 2021)[207]
- 21 czerwca 2021 – dzień żałoby po śmierci byłego pierwszego prezydenta Zambii Kennetha Kaundy (zm. 17 czerwca 2021)[208].
- 9 lipca 2022 – dzień żałoby po śmierci byłego prezydenta Angolii José Eduardo dos Santosa (zm. 8 lipca 2022)[209]
- 11 lipca 2022 – dzień żałoby po śmierci byłego premiera Japonii Shinzō Abe (zm. 8 lipca 2022)[210]
- 9 września 2022 – dzień żałoby po śmierci brytyjskiej królowej Elżbiety II (zm. 8 września 2022)[211][212].
- 4 stycznia 2023 – dzień żałoby po śmierci Papieża Benedykta XVI (zm. 31 grudnia 2022)[213]
- 17 grudnia 2023 – dzień żałoby po śmierci Emira Kuwejtu Nawwafa al-Ahmada al-Jabera al-Sabaha (zm. 16 grudnia 2023)[214].
- 5 lutego 2024 – 2 dni żałoby po śmierci prezydenta Namibii Hagea Geingoba (zm. 4 lutego 2024)[215].
- 21 maja 2024 – dzień żałoby po katastrofie lotniczej w której zginął prezydent Iranu Ebrahim Ra’isi i minister spraw zagranicznych Iranu Hosejn Amir Abdollahijan (zm. 19 maja 2024)[216].
- 20 lipca 2024 – 3 dni żałoby po śmierci sekretarza generalnego Komunistycznej Partii Wietnamu i byłego prezydenta Wietnamu Nguyễna Phú Trọnga (zm. 19 lipca 2024)[217].
- 10 lutego 2025 – 3 dni żałoby po śmierci byłego pierwszego prezydenta Namibii Sama Nujoma (zm. 8 lutego 2025)[218][219].
- 5 kwietnia 2025 – 2 dni żałoby po śmierci byłego prezydenta Laosu Khamtaia Siphandona (zm. 2 kwietnia 2025)[220].
- 22 kwietnia 2025 – 3 dni żałoby po śmierci papieża Franciszka (zm. 21 kwietnia 2025)[221]
- 16 maja 2025 – dzień żałoby po śmierci byłego prezydenta Urugwaju José Mujici (zm. 13 maja 2025)[222][223].

### Meksyk
- 13 kwietnia 1945 – 3 dni żałoby po śmierci prezydenta USA Franklina Delano Roosevelta (zm. 12 kwietnia 1945)[224].
- 23 listopada 1963 – 3 dni żałoby po zabójstwie prezydenta USA Johna F. Kennediego (zm. 22 listopada 1963).
- 8 kwietnia 2005 – żałoba w dniu pogrzebu Jana Pawła II (zm. 2 kwietnia 2005)[225]
- 9 września 2017 – 3 dni żałoby dla upamiętnienia ofiar trzęsienia ziemi w Chiapas (98 ofiar, ponad 300 rannych)[226]
- 19 września 2017 – 3 dni żałoby dla upamiętnienia ofiar trzęsienia ziemi w stanie Puebla (302 ofiary, 6000 rannych)[227]
- 13 sierpnia–12 września i 30 października 2020 – 33 dni żałoby dla upamiętnienia ofiar epidemii wirusa SARS-CoV-2[228][229]
- 4 maja 2021 – 3 dni żałoby po Katastrofie Wiaduktu w meksykańskim metrze (26 ofiar, 79 rannych)[230][231]

### Nikaragua
- 30 września 1956 – 8 dni żałoby po śmierci prezydenta Nikaragui Anastasio Somozy Garcí (zm. 29 września 1956)[232].
- 23 listopada 1963 – 8 dni żałoby po zabójstwie prezydenta USA Johna F. Kennediego (zm. 22 listopada 1963)[3].
- 13 listopada 1982 – 3 dni żałoby po śmierci sekretarza generalnego KPZR Leonida Breżniewa (zm. 10 listopada 1982)[186].
- 1 listopada 1984 – 3 dni żałoby po zabójstwie premier Indii Indiry Gandhi (zm. 31 października 1984)[233].
- 11 marca 1985 – 3 dni żałoby po śmierci sekretarza generalnego KPZR Konstantina Czernienki (zm. 10 marca 1985)[234].
- 1 marca 1986 – 3 dni żałoby po zabójstwie premiera Szwecji Olofa Palme (zm. 28 lutego 1986)[235].
- 26 października 1986 – 3 dni żałoby po katastrofie mozambickiego Tu-134 w Południowej Afryce, w której zginęły 34 osoby w tym prezydent Mozambiku Samora Machel (zm. 19 października 1986)[236].
- 3 kwietnia 2005 – 7 dni żałoby po śmierci papieża Jana Pawła II (zm. 2 kwietnia 2005)[237]
- 2 maja 2012 – 3 dni żałoby po śmierci pisarza i współzałożyciela Sandinistowskiego Frontu Wyzwolenia Narodowego Tomása Borge (zm. 30 kwietnia 2012)[238].
- 6 marca 2013 – 7 dni żałoby po śmierci prezydenta Wenezueli Hugo Cháveza (zm. 5 marca 2013)[239]
- 9 grudnia 2013 – 3 dni żałoby po śmierci byłego prezydenta RPA Nelsona Mandeli (zm. 5 grudnia 2013)[240].
- 26 listopada 2016 – 9 dni żałoby po śmierci byłego przywódcy Kuby Fidela Castro (zm. 25 listopada 2016)[241].
- 2 marca 2020 – 3 dni żałoby po śmierci poety i kapłana Ernesto Cardenala (zm. 1 marca 2020)[242]

### Panama
- 4 kwietnia 2005 – 3 dni żałoby po śmierci papieża Jana Pawła II (zm. 2 kwietnia 2005)[243]
- 17 marca 2021 – żałoba w dniu pogrzebu Wiceprezydenta Panamy Tomasa Altamirano Duquea (zm. 3 marca 2021)[244]
- 22 kwietnia 2025 – 3 dni żałoby po śmierci papieża Franciszka (zm. 21 kwietnia 2025)[245]

### Paragwaj
- 4 czerwca 1963 – 3 dni żałoby po śmierci papieża Jana XXIII (zm. 3 czerwca 1963).
- 25 listopada 1963 – żałoba w dniu pogrzebu prezydenta USA Johna F. Kennediego (zm. 22 listopada 1963)[246].
- 2 lipca 1974 – 8 dni żałoby po śmierci prezydenta Argentyny Juana Peróna (zm. 1 lipca 1974)[247].
- 2 października 2004 – 3 dni żałoby po pożarze supermarketu Ycuá Bolaños w Asunción (396 ofiar)[248]
- 4 kwietnia 2005 – 5 dni żałoby po śmierci papieża Jana Pawła II (zm. 2 kwietnia 2005)[170]
- 27 października 2010 – 3 dni żałoby po śmierci byłego prezydenta Argentyny Néstora Kirchnera (zm. 27 października 2010)[38]
- 21 kwietnia 2025 – 5 dni żałoby po śmierci papieża Franciszka (zm. 21 kwietnia 2025)[249].

### Peru
- 25 listopada 1963 – żałoba w dniu pogrzebu prezydenta Johna F. Kennedy’ego (zm. 22 listopada 1963)[3]
- 4 kwietnia 2005 – 3 dni żałoby po śmierci papieża Jana Pawła II (zm. 2 kwietnia 2005)[250].
- 17 sierpnia 2007 – 3 dni żałoby dla upamiętnienia ofiar trzęsienia ziemi w Peru (540 zabitych)[251][252].
- 19 maja 2008 – dzień żałoby dla upamiętnienia ofiar trzęsienia ziemi w Syczuanie (około 70 tys. zabitych)[253].
- 14 stycznia 2010 – dzień żałoby dla upamiętnienia ofiar trzęsienia ziemi na Haiti (około 200 tys. zabitych)[254][255].
- 1 marca 2010 – dzień żałoby dla upamiętnienia ofiar trzęsienia ziemi w Chile (486 zabitych)[256].
- 28 października 2010 – dzień żałoby po śmierci byłego prezydenta Argentyny Néstora Kirchnera (zm. 27 października 2010)[38]
- 18 marca 2011 – dzień żałoby dla upamiętnienia ofiar Trzęsienia ziemi w Tōhoku (15 893 zabitych, 6157 rannych)[257]
- 7 marca 2013 – 3 dni żałoby po śmierci prezydenta Wenezueli Hugo Cháveza (zm. 5 marca 2013)[258].
- 18 kwietnia 2019 – 3 dni żałoby po śmierci byłego prezydenta Peru Alana García Péreza (zm. 17 kwietnia 2019)[259].
- 24 czerwca 2019 – 2 dni żałoby po śmierci ministra obrony José Huerty (zm. 24 czerwca 2019)[260]
- 6 marca 2020 – 2 dni żałoby po śmierci byłego sekretarza generalnego ONZ i premiera Peru Javiera Péreza de Cuéllara (zm. 4 marca 2020)[261]
- 22 kwietnia 2025 – 3 dni żałoby po śmierci papieża Franciszka (zm. 21 kwietnia 2025)[262]

### Saint Lucia
- 8 września 2007 – 14 dni żałoby po śmierci byłego Premiera Saint Lucia Johna Comptona (zm. 7 września 2007)[263]
- 9 września 2022 – 10 dni żałoby po śmierci brytyjskiej królowej Elżbiety II (zm. 8 września 2022)[264].

### Salwador
- 11 listopada 1955 – dzień żałoby po pożarze budynku Uniwersytetu Salwadoru[265]
- 23 listopada 1963 – 3 dni żałoby po zabójstwie prezydenta Johna F. Kennedy’ego (zm. 22 listopada 1963)[3]
- 4 kwietnia 2005 – 3 dni żałoby po śmierci papieża Jana Pawła II (zm. 2 kwietnia 2005)[266][267].
- 23 lutego 2007 – 3 dni żałoby po zabójstwie polityka Eduarda d’Aubuissona Munguíi i dwóch nieznanych członków Narodowego Sojuszu Republikańskiego (zm. 19 lutego 2007)[268]
- 12 października 2017 – 3 dni żałoby po śmierci byłego Prezydenta Salwadoru Armanda Calderóna Sol (zm. 9 października 2017)[269]

### Stany Zjednoczone
- 1 czerwca 1865 – dzień żałoby dla upamiętnienia zamordowanego prezydenta USA Abrahama Lincolna (zm. 14 kwietnia 1865)[270][271].
- 26 września 1881 – żałoba w dniu pogrzebu prezydenta Jamesa Garfielda (zm. 19 września 1881)[272].
- 19 września 1901 – żałoba w dniu pogrzebu prezydenta Williama McKinleya (zm. 14 września 1901)[273].
- 10 sierpnia 1923 – żałoba w dniu pogrzebu prezydenta Warrena Hardinga (zm. 2 sierpnia 1923)[274].
- 14 kwietnia 1945 – żałoba w dniu pogrzebu prezydenta Franklina Delano Roosevelta (zm. 12 kwietnia 1945)[275].
- 25 listopada 1963 – żałoba w dniu pogrzebu prezydenta Johna F. Kennedy’ego (zm. 22 listopada 1963)[276].
- 7 kwietnia 1968 – dzień żałoby po zabójstwie Martina Luthera Kinga (zm. 5 kwietnia 1968)[277]
- 8 czerwca 1968 – żałoba w dniu pogrzebu prokuratora generalnego Roberta F. Kennedy’ego (zm. 6 czerwca 1968)[278].
- 31 marca 1969 – żałoba w dniu pogrzebu generała Dwighta Eisenhowera (zm. 28 marca 1969)[279].
- 28 grudnia 1972 – żałoba w dniu pogrzebu byłego prezydenta Harry’ego Trumana (zm. 26 grudnia 1972)[280].
- 25 stycznia 1973 – żałoba w dniu pogrzebu byłego prezydenta Lyndona B. Johnsona (zm. 22 stycznia 1973)[281].
- 11 września 1983 – żałoba dla upamiętnienia ofiar zestrzelenia koreańskiego samolotu pasażerskiego nad terytorium ZSRR (269 zabitych w tym 62 obywateli USA)[282].
- 25 maja 1987 – dzień żałoby dla upamiętnienia ofiar ataku rakietowego na okręt USS Stark (37 zabitych)[283].
- 26 kwietnia 1994 – żałoba w dniu pogrzebu byłego prezydenta Richarda Nixona (zm. 22 kwietnia 1994)[284]
- 23 kwietnia 1995 – dzień żałoby upamiętniający ofiary zamachu terrorystycznego w Oklahoma City (168 zabitych i ponad 680 rannych)[285]
- 14 września 2001 – dzień żałoby dla upamiętnienia ofiar zamachu na WTC i Pentagon (2973 zabitych)[286].
- 11 czerwca 2004 – żałoba w dniu pogrzebu byłego prezydenta Ronalda Reagana (zm. 5 czerwca 2004)[287][288][289].
- 4 września 2005 – 2 dni żałoby dla upamiętnienia ofiar huraganu Katrina (1836 zabitych)[290].
- 2 stycznia 2007 – żałoba w dniu pogrzebu byłego prezydenta Geralda Forda (zm. 26 grudnia 2006)[291]
- 5 grudnia 2018 – żałoba w dniu pogrzebu byłego prezydenta George’a H.W. Busha (zm. 30 listopada 2018)[292].
- 9 stycznia 2025 – żałoba w dniu pogrzebu byłego prezydenta Jimmy'ego Cartera (zm. 29 grudnia 2024)[293].

### Trynidad i Tobago
- 29 kwietnia 2014 – 5 dni żałoby po śmierci byłego Prezydenta Trynidadu i Tobago Arthura N.R. Robinsona (zm. 9 kwietnia 2014)[294][295]
- 9 i 17 stycznia 2018 – 2 dni żałoby po śmierci byłego Prezydenta Trynidadu i Tobago Georgea Maxwella Richardsa (zm. 8 stycznia 2018)[296]

### Urugwaj
- 25 listopada 1963 – żałoba w dniu pogrzebu prezydenta Johna F. Kennedy’ego (zm. 22 listopada 1963)[3]
- 2 lipca 1974 – 7 dni żałoby po śmierci prezydenta Argentyny Juana Peróna (zm. 1 lipca 1974)[297].
- 8 kwietnia 2005 – żałoba w dniu pogrzebu papieża Jana Pawła II (zm. 2 kwietnia 2005)[298].
- 27 października 2010 – 3 dni żałoby po śmierci byłego prezydenta Argentyny Néstora Kirchnera (zm. 27 października 2010)[38]
- 6 marca 2013 – 3 dni żałoby po śmierci prezydenta Wenezueli Hugo Cháveza (zm. 5 marca 2013)[299]
- 6 grudnia 2013 – 2 dni żałoby po śmierci byłego prezydenta RPA Nelsona Mandeli (zm. 5 grudnia 2013)[300].
- 25 października 2016 – żałoba w dniu pogrzebu byłego prezydenta Urugwaju Jorgesa Batlla (zm. 24 października 2016)[301][302].
- 27 listopada 2016 – dzień żałoby po śmierci byłego przywódcy Kuby Fidela Castro (zm. 26 listopada 2016)[303]
- 1 czerwca 2020 – 3 dni żałoby po śmierci 3 marynarzy w okolicy Montevideo[304]
- 6 grudnia 2020 – 3 dni żałoby po śmierci byłego prezydenta Urugwaju Tabaréza Vázqueza (zm. 6 grudnia 2020)[305][306][307].
- 26 kwietnia 2025 – żałoba w dniu pogrzebu papieża Franciszka (zm. 21 kwietnia 2025)[308][309].

### Wenezuela
- 23 listopada 1963 – 3 dni żałoby po zabójstwie prezydenta Johna F. Kennedy’ego (zm. 22 listopada 1963)[3]
- 29 września 1970 – 3 dni żałoby po śmierci prezydenta Egiptu Gamala Abdela Nasera (zm. 28 września 1970)[310].
- 10 września 1976 – 3 dni żałoby po śmierci przywódcy Chin Mao Zedonga (zm. 9 września 1976)
- 4 kwietnia 2005 – 5 dni żałoby po śmierci papieża Jana Pawła II (zm. 2 kwietnia 2005)[311].
- 13 września 2010 – 3 dni żałoby dla upamiętnienia ofiar katastrofy lotu Conviasa w mieście Ciudad Guayana (17 zabitych)[312][313][314].
- 27 października 2010 – 3 dni żałoby po śmierci byłego prezydenta Argentyny Néstora Kirchnera (zm. 27 października 2010)[38]
- 25 sierpnia 2012 – 3 dni żałoby dla upamiętnienia ofiar katastrofy rafinerii (41 zabitych)[315].
- 6 marca 2013 – 7 dni żałoby po śmierci prezydenta Wenezueli Hugo Cháveza (zm. 5 marca 2013)[316].
- 11 grudnia 2013 – 3 dni żałoby po śmierci byłego prezydenta RPA Nelsona Mandeli (zm. 5 grudnia 2013)[317]
- 26 listopada 2016 – 3 dni żałoby po śmierci byłego przywódcy Kuby Fidela Castro (zm. 25 listopada 2016)[318].
- 26 marca 2018 – 3 dni żałoby po śmierci byłego polityka, muzyka i dyrygenta Joségo Antonio Abreu (zm. 24 marca 2018)[319]
- 21 kwietnia 2025 – 3 dni żałoby po śmierci papieża Franciszka (zm. 21 kwietnia 2025)[320]